# Castidad

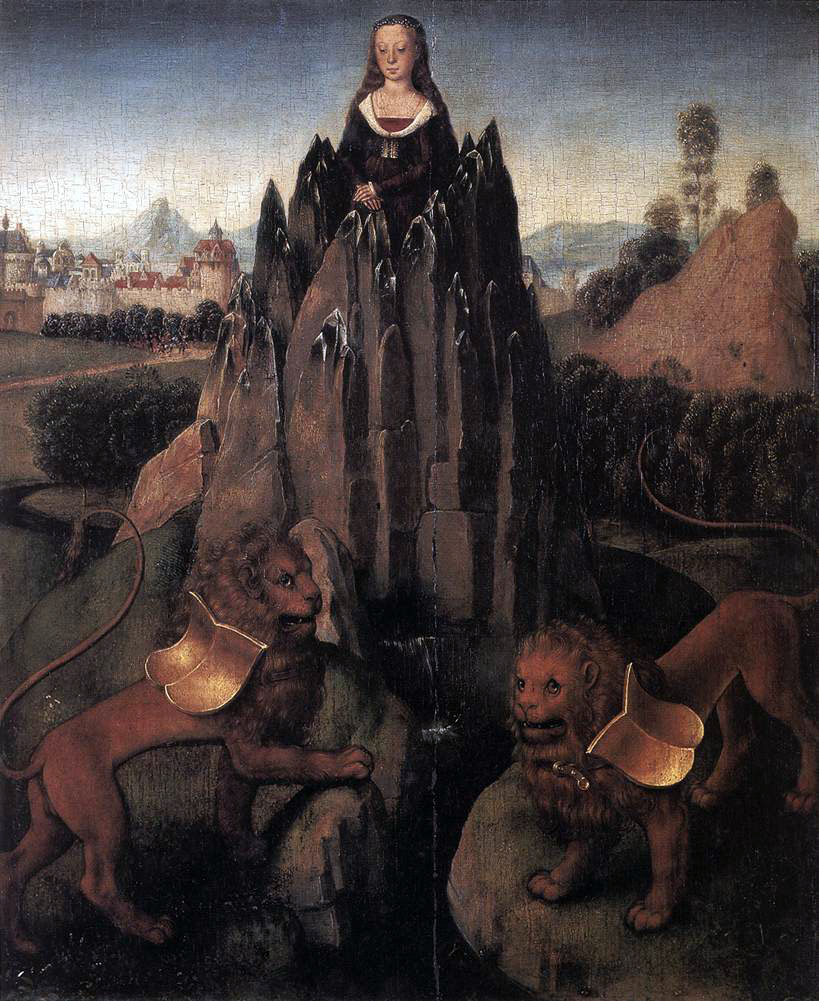
Alegoría de castidad por Hans Memling

La castidad es una virtud relacionada con la templanza. Alguien que es casto se abstiene de la actividad sexual considerada inmoral o cualquier actividad sexual, según su estado de vida. En algunos contextos, por ejemplo, al hacer un voto de castidad, la castidad significaría lo mismo que el celibato.

## Etimología
Las palabras casto y castidad provienen del adjetivo en latín castus ("cortado", "separado", "puro"). Casto significaba ("virtuoso", "puro de relaciones sexuales ilegítimas") o (desde principios del siglo XIV en adelante) como sustantivo, virgen, mientras que castidad significaba "pureza (sexual)".
Tomás de Aquino relaciona castus (castidad) al verbo en latín castigo ( "castigar, reprender, corregir"), con una referencia a la Ética nicomáquea de Aristóteles: Castidad toma su nombre del hecho de que la razón 'castiga' la concupiscencia, que, como un niño, necesita reprimenda, como dice el Filósofo.

## En las religiones abrahámicas
Para muchos judíos, cristianos y musulmanes, los actos de naturaleza sexual se limitan al matrimonio. Para las personas solteras, la castidad equivale a la abstinencia sexual. Los actos sexuales fuera del matrimonio como el adulterio, la fornicación y la prostitución, se consideran inmorales debido a la lujuria.

### Cristianismo

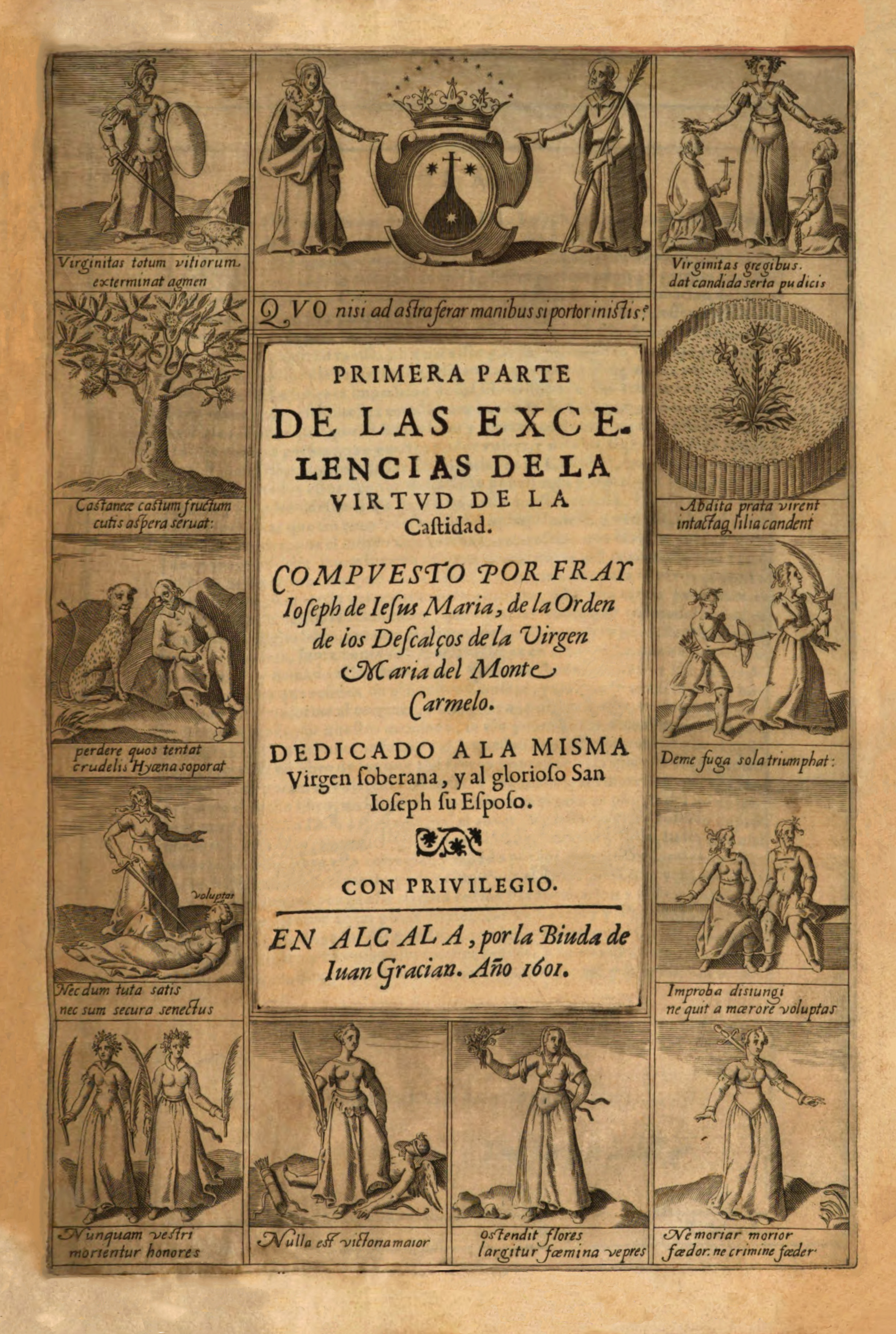
"De las excelencias de la virtud de la Castidad" (José de Jesús María, 1601).

#### Tradiciones
En muchas tradiciones cristianas, la castidad es sinónimo de pureza. Castidad significa "la integración exitosa de la sexualidad dentro de la persona y, por lo tanto, la unidad interior del hombre en su ser corporal y espiritual", que, según el estado civil de la persona, podría significar no tener relaciones sexuales o no tener relaciones sexuales fuera matrimonio. También significa fidelidad al esposo o esposa durante el matrimonio. En la moral cristiana occidental, la castidad está opuesta al pecado capital de la lujuria y se clasifica como una de las siete virtudes. Se considera que la moderación de los deseos sexuales es necesaria para ser virtuoso, y que la razón, la voluntad y el deseo pueden trabajar juntos armoniosamente para hacer el bien.
Como emblema de la castidad interior, algunos cristianos optan por llevar un anillo de pureza o un cinto como el cíngulo de Santo Tomás; el anillo de la pureza es usado generalmente antes del Santo Matrimonio por aquellos llamados a la vida matrimonial o de por vida en los casos en que la persona es llamada a la vocación de la vida soltera.

#### Castidad conyugal
En el matrimonio, los cónyuges se comprometen a mantener una relación de por vida que excluye la intimidad sexual con otras personas. Una tercera forma de castidad, a menudo llamada "castidad vidual", se espera de una mujer durante un período después de la muerte de su marido. Por ejemplo, el obispo anglicano Jeremy Taylor definió 5 reglas en Holy Living (1650), que incluyen abstenerse de casarse "mientras esté embarazada de su ex marido" y "dentro del año de luto".

#### Celibato
En la Iglesia católica, el celibato es uno de los consejos evangélicos de las personas con vida consagrada. Además, en 306, el Sínodo de Elvira prohibió al clero casarse. Esto se aplicó de manera desigual hasta el Segundo Concilio de Letrán en 1139 y se abrió camino en el derecho canónico. Los diáconos solteros prometen el celibato a su obispo local cuando son ordenados.
A los sacerdotes católicos orientales se les permite casarse, siempre que lo hagan antes de la ordenación y fuera de la vida monástica.

#### Votos de castidad
Los votos de castidad pueden tomarse como parte de una vida religiosa organizada (como las beguinas y begardos católicos en el pasado) o de forma individual: como un acto voluntario de devoción o como parte de un estilo de vida ascético (a menudo dedicado a contemplación), o ambos. Algunas comunidades religiosas protestantes, como el Bruderhof, hacen votos de castidad como parte del proceso de membresía de la iglesia.

#### Enseñanza por denominación

##### Catolicismo
La castidad es un concepto central y fundamental en la praxis católica. La importancia de la castidad en la enseñanza católica tradicional reside en el hecho de que se considera esencial para mantener y cultivar la unidad del cuerpo con el espíritu y, por lo tanto, la integridad del ser humano. : 2332  También se considera fundamental para la práctica de la vida católica porque implica un aprendizaje de autodominio. : 2339  Al dominar las propias pasiones, la razón, la voluntad y el deseo pueden trabajar juntos en armonía para hacer el bien.

##### Luteranismo
La teología del cuerpo de las iglesias luteranas enfatiza la función del Espíritu Santo, que ha santificado los cuerpos de los cristianos para ser el templo de Dios.
Muchas monjas y monjes luteranos practican el celibato, aunque en otras órdenes religiosas luteranas no es obligatorio.

##### Mormonismo
En La Iglesia de Jesucristo de los Santos de los Últimos Días, la castidad es muy importante, citando: 
"La ley de castidad requiere que las relaciones sexuales se reserven para el matrimonio entre un hombre y una mujer." 
La enseñanza en esta iglesia también incluye que la expresión sexual dentro del matrimonio es una dimensión importante del vínculo conyugal, además de, pero no necesariamente evitando su resultado procreador.

### Islam

#### Corán
El ejemplo personal más famoso de castidad en el Corán es la Virgen María (Mariam).
Las relaciones sexuales extramatrimoniales están prohibidas.
Se considera que el amor a Dios y la atención plena en él deberían ser motivo suficiente para la castidad, aunque el deseo sexual generalmente se alcance antes de que el hombre sea financieramente capaz de casarse.

#### Sharia (Ley)
La castidad es obligatoria en el islam. El sexo fuera de la legitimidad está prohibido, tanto para hombres como para mujeres, casados o solteros. 

### Fe bahá'í
La castidad es muy apreciada en la Fe baháʼí. Al igual que en otras religiones abrahámicas, las enseñanzas baháʼí exigen la restricción de la actividad sexual entre una esposa y un esposo en el matrimonio baháʼí, y disuaden a los miembros de usar pornografía o participar en actividades recreativas sexualmente explícitas. El concepto de castidad se amplía para incluir la evitación del alcohol y las drogas que alteran la mente, las blasfemias y la vestimenta llamativa o inmodesta.

## En las religiones orientales

### Hinduismo
La visión del hinduismo sobre el sexo prematrimonial se basa en su concepto de Ashrama (etapa) o las etapas de la vida. La primera de estas etapas, conocida como Brahmacharya , se traduce aproximadamente como castidad. El celibato y la castidad se consideran el comportamiento apropiado tanto para los estudiantes masculinos como femeninos durante esta etapa, que precede a la etapa de cabeza de familia en matrimonio (Grihastha). Los monjes hindúes o sadhus también son célibes como parte de su disciplina ascética.

### Sijismo
En el sijismo, las relaciones sexuales prematrimoniales o extramatrimoniales están estrictamente prohibidas. Sin embargo, se alienta a casarse y vivir como una unidad familiar para proporcionar y criar hijos para el beneficio perpetuo de la creación (a diferencia de sannyasa o vivir como monje, que era, y sigue siendo, una práctica espiritual común en la India). Se alienta a un sij a no vivir como un recluso, mendigo, monje, monja, célibe de manera similar.

### Jainismo
El celibato es una obligación para todos los monjes y monjas jainistas. La castidad (Bhramacharya) es uno de los cinco votos principales del jainismo . El código de ética general Jain requiere que no se haga daño a ningún ser vivo en pensamiento, acción o palabra. El adulterio es claramente una violación del acuerdo moral con el cónyuge y, por lo tanto, está prohibido. La fornicación también se considera una violación del estado de castidad.

### Budismo
Las enseñanzas del budismo incluyen el Noble Óctuple Sendero, que comprende una división llamada acción correcta. Según el código ético de los Cinco Preceptos, los seguidores laicos de Upāsaka y Upāsikā deben abstenerse de conducta sexual inapropiada, mientras que los monásticos Bhikkhu y Bhikkhuni deben practicar la castidad estricta.

### Taoísmo
Los Cinco Preceptos de la religión taoísta incluyen la No Conducta Sexual Inapropiada, que se interpreta como la prohibición de las relaciones sexuales extramatrimoniales para los practicantes laicos y el matrimonio o las relaciones sexuales para los monjes y monjas.

## En las religiones de la antigüedad
En las religiones de la antigüedad, principalmente en los cultos ctónicos, las motivaciones de la fecundidad no eran la atracción sexual o el placer erótico de tal manera que para esa religiosidad, la fecundidad era expresión de algo sagrado, una expresión de la transmisión de vida, todo ello en relación con la Madre Tierra y la fertilidad agraria. Desde ese punto de vista se prestaba poca atención a la castidad. Romper con la maldición de la esterilidad o sacrificar la virginidad son dos modos, para este tipo de religión, de comunión y de salvación. Sin embargo, aunque no fuese universal, era tenida en cuenta a veces, por ejemplo por el hierofante de Eleusis o diferentes tipos de sacerdotisas, que debían guardar la castidad según escribió el geógrafo  Pausanias o el filósofo Epicteto. La costumbre más frecuente era practicar la castidad solo durante el tiempo en que ejercían sus funciones sacerdotales.

## Castidad desde el punto de vista social
El término castidad y los límites de esta son muy variables entre las diferentes sociedades, existen factores que influyen en la visión de la castidad y la sexualidad: religión, tradiciones, educación sexual.

## Iconología

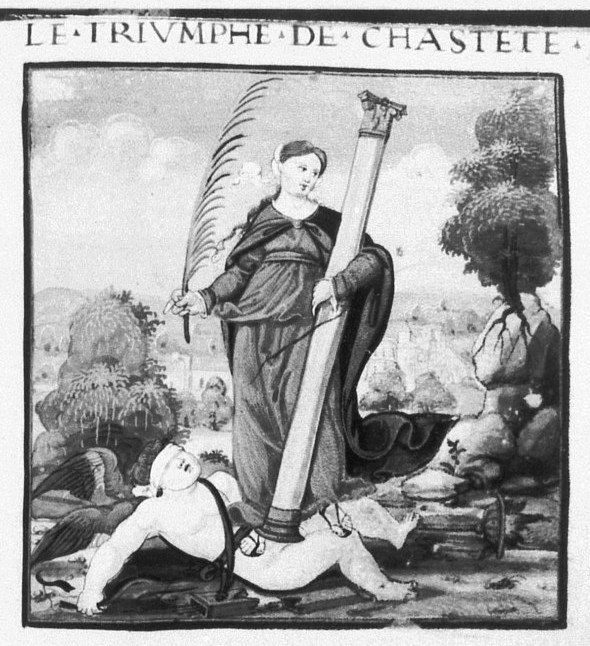
Iconología de la castidad: Triunfo de la Castidad en una ilustración del.

Los romanos habían divinizado la castidad y la representaban vestida como una matrona romana, teniendo un cetro en la mano y a sus pies dos palomas blancas. De este modo se ve representada en el reverso de una medalla de la joven Faustina. 
En otras partes, está vestida de blanco y velada apoyándose en una columna y con un ramo de  cinamomo en la mano. Tiene además una criba o cernero lleno de agua aludiendo a aquella vestal romana que se dice que hizo esta experiencia en justificación de su castidad. Cochin añade algunas monedas a sus pies, una serpiente cuya cabeza aplasta y carbones encendidos sobre los cuales camina. 
Otros iconologistas la han dado por símbolo el armiño, con un cinturón sobre el cual se leían estas palabras: Me castigo: yo me reprimo. Al pie de la figura suele ponerse un Amor con el arco roto y los ojos vendados.